# Hans Bergeström

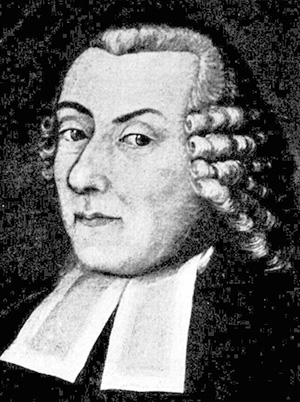
Hans Bergeström

Hans Bergeström, född 23 juli 1735 i Enslövs socken, Hallands län, död 19 juli 1784 i Helsingborg, var en svensk skriftställare, präst och pietist.

## Biografi
Bergeström stod i sin ungdom under inflytande av upplysningsfilosofin, men ägnade sig efter en omvändelsekris åt att i pietistisk anda motarbeta upplysningens inflytande. En kristlig uppfostran i pietistisk anda var för honom ett medel till detta och i det syftet utgav han skriften Försök till den rätta christerliga uppfostrans kännedom (1766). 
Bergeström, som var mycket produktiv, behandlade ett flertal andra aktuella frågor efter mönster av Jonathan Swifts Gullivers resor.

## Skrifter (urval)
- Achates och Sostratus (tillsammans med Carl Fredrik Broomé, Carlscrona, 1763)
- Om konster och wettenskaper (Carlscrona, 1764)
- Select miscellaneous pieces in prose and verse fixed upon for the use of the royal upperschool af admiralty at Charlescrown by John Bergeström (Charlescrown in Sweden, 1765)
- Försök til den rätta christeliga upfostrans kännedom och wärkställighet, jämte några anmärkningar uti noterne öfwer Rousseaus Emile, eller ochristeliga upfostrings konst (Kalmar, 1766)
- Indianiske bref. Eller Utförl. beskrifning öfwer twänne obekanta rikens moraliska, politiska och oeconomiska beskaffenhet (Karlskrona, 1770)
- Om Nahkhanahamahhem eller dumhetens och dårskapens land (Carlscrona, 1771)
- Samling af theologiæ doctoren och probsten Hans Bergeströms poëtiska arbeten (Lund, 1784)

Översättning
- John Gay: Fabler öfwersatte (Karlskrona, 1771)